# Sistema Anchieta-Imigrantes
|                                                             |  |  |
| Imagem do trecho de serra da Rodovia Anchieta e Imigrantes. |  |  |

O Sistema Anchieta-Imigrantes, ou simplesmente SAI, é um complexo rodoviário localizado no estado de São Paulo, que conecta a capital paulista  à Baixada Santista, região de grande importância econômica e turística. Atualmente administrado pela concessionária Ecovias, o sistema é composto pelas rodovias Anchieta (SP-150), Imigrantes (SP-160), Interligação Planalto (SP-040/150), Interligação Baixada (SPI-059/150), Cônego Domênico Rangoni (SP-248/55) e Padre Manoel da Nóbrega (SP-055), além de vias auxiliares e acessos.

## História
A Rodovia Anchieta (SP-150), batizada em homenagem ao padre jesuíta José de Anchieta, foi inaugurada em 1947 e marcou um avanço significativo na integração rodoviária do estado de São Paulo. Planejada como substituta da Estrada Caminho do Mar, construída no início do século XX, a Anchieta foi a primeira rodovia moderna a vencer os desafios da Serra do Mar. Sua construção demandou técnicas inovadoras, incluindo a abertura de túneis, a construção de viadutos e pontes, além de sistemas de drenagem avançados para lidar com as chuvas intensas da região.
Com o aumento do tráfego e a saturação da Rodovia Anchieta nas décadas seguintes, tornou-se evidente a necessidade de uma nova via para complementar a Anchieta. Assim, em 1976, foi inaugurada a pista ascendente da Rodovia dos Imigrantes (SP-160), que operava de forma reversível, permitindo o ajuste do sentido conforme as demandas de tráfego. Em 2002, a Imigrantes finalmente completou sua duplicação com a abertura da pista descendente.
Desde 1998, o sistema é administrado pela empresa Ecovias dos Imigrantes, após a concessão realizada pelo Governo do Estado de São Paulo sob o edital de licitação nº 015/CIC/97, lote 22. A gestão é regulamentada pela Agência Reguladora de Serviços Públicos Delegados de Transporte do Estado de São Paulo (ARTESP).

## Trechos que Compõem o Sistema
- SP-150 - Rodovia Anchieta: do KM 9+700 até o KM 65+600. Ao todo, 55,9 quilômetros;[1]
- SP-160 - Rodovia dos Imigrantes: do KM 11+460 até o KM 70. Ao todo, 58,54 quilômetros;[1]
- SP-040/150 - Interligação Planalto: com oito quilômetros de extensão, liga as rodovias Anchieta e Imigrantes no alto da Serra, altura do KM 40.[1]
- SP-059/150 - Interligação Baixada: com 1.8 quilômetros de extensão, liga as rodovias Anchieta, na altura do KM 59, e Imigrantes, no KM 62;[1]
- SP-248/55 - Rodovia Cônego Domênico Rangoni: com 30.6 quilômetros sob concessão, do KM 270 ao KM 248, em Cubatão, e do KM 1 ao KM 8, no Guarujá. Também conhecida como Piaçaguera-Guarujá;[1]
- SP-055 - Rodovia Padre Manoel da Nóbrega: com 21.6 quilômetros da região de Cubatão a Praia Grande, do KM 270 ao KM 292.[1]

## Operações

### Configurações Operacionais
Em épocas de grande movimento, como feriados prolongados, as faixas de uma das rodovias podem ser revertidas, redistribuindo o fluxo de acordo com as necessidades do tráfego, evitando congestionamentos.
Para que uma pista seja revertida, é necessária a interdição da rodovia por cerca de uma hora, para que a pista se esvazie, para a colocação de cones bloqueando determinados acessos e mudanças na sinalização. Nos trechos de serra, a sinalização é fixa, dispensando sua mudança, uma vez que, enquanto um lado da placa informa algo, o lado contrário informa outra coisa, que seria visível para alguém que olhasse no sentido contrário. Já nos trechos de planalto e planície, especialmente nos acessos e na Interligação Planalto (SP-41), as placas são reversíveis, de modo que sua informação é alterada conforme a necessidade. Por exemplo, placas indicando "Litoral" ainda no trecho de planície têm a sua flecha, que indica a direção alterável, podendo indicar para a frente (caso a descida esteja sendo feita pela pista em que o motorista se encontra), ou para alguma saída (caso o motorista necessite fazer algum desvio para chegar em alguma pista que está descendo).

###### Operação Normal (5x5)
Em circunstâncias habituais, a Rodovia dos Imigrantes possui 3 faixas para circulação em cada sentido e a Anchieta possui 2 faixas, totalizando em 5 faixas. Dessa forma, considera-se que o SAI opera normalmente em 5x5 (5 faixas para descida para o litoral e 5 faixas para a subida para capital), sendo duas pistas para descida (a Imigrantes e Anchieta descendentes) e duas para subida (a  Imigrantes e Anchieta ascendentes).

###### Operação Descida (7x3)
É ativada principalmente em vésperas de feriados, quando há um aumento significativo de veículos dirigindo-se ao litoral. Ela destina sete faixas para descida, sendo as duas pistas da Rodovia Anchieta mais a pista descendente da Rodovia dos Imigrantes. A subida é feita pela pista ascendente da Imigrantes.

###### Operação Subida (8x2)
Geralmente aplicada no retorno de feriados prolongados, quando o fluxo de veículos em direção à capital paulista é intenso. Ela destina oito faixas para subida, sendo as duas pistas da Rodovia dos Imigrantes mais a pista ascendente da Rodovia Anchieta. A descida é feita pela pista descendente da Anchieta.

###### Operação 4x6
Destina seis faixas para descida, sendo as duas pistas da Rodovia Anchieta. A subida é feita pelas pistas ascendente e descendente da Imigrantes.

### Operação Comboio
Essa operação é ativada em condições climáticas adversas, como neblina intensa na Serra do Mar, quando a visibilidade reduzida aumenta os riscos de acidentes. Veículos da Ecovias e da Polícia Rodoviária Estadual tomam a dianteira dos veículos em todas as faixas e os fazem seguir o caminho em baixa velocidade, minimizando-se assim os riscos de acidentes. É feito após o pedágio, em grupos de até 500 carros por comboio, apenas na pista de descida.

## Impactos Econômicos
A construção das Rodovias Anchieta e Imigrantes teve um impacto profundo no desenvolvimento da região. Essas estradas não apenas facilitaram o escoamento de produtos e o transporte de pessoas, mas também impulsionaram o crescimento das cidades litorâneas, que se tornaram importantes polos turísticos e industriais.
Com a construção da Anchieta, o parque industrial de Cubatão expandiu-se, tornando-se um dos maiores polos industriais do Brasil. Santos, por sua vez, consolidou-se como o maior porto da América Latina, graças à eficiência das conexões rodoviárias com o interior.

## Impactos Ambientais
O Sistema Anchieta-Imigrantes cruza a Serra do Mar, uma das regiões mais preservadas de Mata Atlântica no Brasil, inserida no Parque Estadual Serra do Mar. Essa localização trouxe desafios ambientais significativos desde a sua construção, demandando soluções de engenharia para minimizar os impactos sobre a fauna, flora e recursos naturais.
Durante a construção da pista descendente da Rodovia dos Imigrantes, entre 1998 e 2002, foram adotadas práticas inovadoras para reduzir os impactos ambientais. O uso de túneis e viadutos minimizou o desmatamento e a área afetada foi 40 vezes menor em comparação à construção da primeira pista nos anos 1970.
O sistema também foi projetado para monitorar e preservar os recursos naturais da região. As pistas incluem sistemas de drenagem e retenção de poluentes para proteger rios e nascentes da Serra do Mar. Em parceria com o Parque, a Ecovias promove algumas ações junto aos usuários e comunidades vizinhas.

## Controvérsias

### Reajustes e Valor de Pedágios
O Sistema Anchieta-Imigrantes (SAI) tem o pedágio mais caro do Brasil, conforme apontado por estudos e reportagens. No início de julho de 2024, a tarifa para veículos de passeio de dois eixos foi reajustada de R$ 35,30 para R$ 36,80. O aumento foi autorizado pela ARTESP e, segundo a concessionária Ecovias, seguiu critérios contratuais baseados na recomposição inflacionária medida pelo Índice Nacional de Preços ao Consumidor Amplo (IPCA).
Críticas afirmam que os valores elevados podem impactar o custo de produtos e dificultar viagens entre São Paulo e a Baixada Santista. Além disso, há observações de que as condições de conservação da rodovia, em alguns trechos, poderiam ser melhoradas para justificar as tarifas cobradas.

### Denúncias de Cartel
O SAI esteve no centro de um dos maiores escândalos de corrupção relacionados a concessões rodoviárias no Brasil. Em 2020, a concessionária Ecovias admitiu sua participação em um esquema de cartel que fraudava contratos de concessão de rodovias estaduais desde 1998. A prática consistia em acordos entre empresas para simular competição em processos licitatórios, garantindo vantagens indevidas para os envolvidos.
Como parte de um acordo de não persecução cível firmado com o Ministério Público de São Paulo (MP-SP), a Ecovias aceitou pagar R$ 638 milhões como forma de reparação pelos danos causados. Esse valor inclui:
- R$ 150 milhões destinados à redução de tarifas de pedágio para caminhoneiros entre 21h e 5h;[10]
- R$ 36 milhões voltados ao combate à Covid-19 no estado de São Paulo, incluindo o fortalecimento de UTIs e a realização de testes;[10]
- R$ 2 milhões direcionados ao Fundo Estadual de Interesses Difusos (FID);[11][10]
- R$ 450 milhões reservados para obras de infraestrutura, como o Boulevard Anchieta e melhorias na segurança da rodovia, incluindo caixas de brita para caminhões sem freio e um sistema de monitoramento por vídeo.[11][10]

O esquema foi revelado por meio de uma delação premiada do ex-presidente da Ecovias, Marcelino Rafart de Seras, que detalhou a existência de acordos fraudulentos envolvendo pelo menos 11 empresas e 12 contratos de concessão. As irregularidades ocorreram durante a gestão do governador Mario Covas (PSDB), nos anos de 1998 e 1999.
O acordo firmado pelo MP-SP foi celebrado como um marco para a reparação de danos causados pela prática de cartel em concessões públicas. Além de garantir devoluções financeiras e investimentos em infraestrutura, a negociação evitou o prosseguimento de ações judiciais contra a concessionária e seu ex-presidente.
O PSDB, partido que ocupava o governo estadual durante o período das irregularidades, negou qualquer relação com as práticas denunciadas e afirmou que os atos administrativos de suas gestões seguiram rigorosamente a legislação. Já a Ecovias declarou, em nota, que adota atualmente um robusto programa de compliance e reafirmou seu compromisso com a transparência.